# Дзантиев, Юрий Александрович
Юрий Александрович Дза́нтиев (1930—2000) — советский осетинский живописец. Председатель правления Союза художников Республики Северная Осетия Алания в 1993—2000 гг., секретарь Союза художников РФ. Заслуженный художник РСФСР (1991). Член Союза художников СССР с 1958 года.

## Биография
Родился 22 июня 1930 года во Владикавказе в семье скульптора Александра Михайловича Дзантиева (1900—1976).
В 1952—1958 гг. обучался в Ленинградском институте живописи, скульптуры и архитектуры им. И. Е. Репина (мастерская профессора, народного художника СССР Бориса Иогансона).
В 1958 году принят в Союз художников СССР.
В 1993—2000 гг. возглавлял Союз художников Республики Северная Осетия — Алания, являлся секретарём Союза художников России
Похоронен на Аллее Славы во Владикавказе.

## Семья
- Дед — Михаил Дзантиев, скульптор, резчик по дереву[4]
- Отец — Александр Дзантиев (1900—1976), скульптор, заслуженный художник Северо-Осетинской АССР
- Брат — Анатолий Дзантиев, скульптор, Народный художник Республики Северная Осетия-Алания.
- Брат — Иран (Измаил) Джатиев, полковник милиции.
- Сестра Зара Дзантиева.
- Брат Мурат Дзантиев.

## Творчество
В творчестве художника наблюдается очень явный переход от академической, реалистической школы, которой он мастерски овладел в Ленинградском институте имени Репина, к собственному видению мастера.
Полотна художника освобождены от подробной, иллюстративной разработки, даже от изобразительности, они наполнены силой экспрессии, эмоциональностью, глубиной философской мысли. Цветовая палитра художника крайне разнообразная, её символика лишена поверхностной упрощенности — она скрывает в себе сложные ходы внутренней гармонии. В картинах Дзантиева наблюдается весь спектр чувств — нестерпимость страдания, скорби, всенародного горя, ослепительные вспышки надежды, счастливого озарения. Они находят адекватное выражение в красочной стихии, в сочетаниях
холодных и пламенных цветов, в геометрических ритмах абстрактных, фигуративных композиций. В 1980-х он уходит от сюжетной линии в картине, он уделяет большое внимание решению исключительно живописных, визуальных, колористических задач. Художник добивается звучания каждого цветового пятна, его тональность, светосила, интенсивность, и вся сложная гармония контрастов, отзвуков, взаимопроникающей
переклички; отталкивания и сближения разных цветов в сложной колористической композиции; и светотеневые эффекты с их ярчайшими контрапунктами и бархатными темными глубинами.
За всю свою жизнь Юрий Дзантиев не организовал ни одной персональной выставки, это связано с личной скромностью художника, который считал встречу своего новаторского искусства со зрителем преждевременной. Первая персональная выставка художника состоялась в 2005 году, только после смерти художника, в Московском доме художника.
Вице-президент Российской Академии художеств, академик Дмитрий Швидковский так охарактеризовал творчество Дзантиева: «Здесь как бы два художника с двумя душами. Одна душа отчётливо кавказского человека по темпераменту, колориту, обращению к фольклору. С другой стороны, это человек, прошедший глубокую академическую школу».

## Некоторые произведения
Всего более 400 живописных работ. Среди них:
- «Возвращение с покоса» 1958
- Серия картин посвященная Нартскому эпосу
- «Аллегория агрессии»
- «И слепой царь поведет слепой народ»
- Портрет скульпторов братьев Дзантиевых
- «Посвящение быка»
- «Купальщицы»

## Награды
- Заслуженный художник Северо-Осетинской АССР
- Народный художник Северо-Осетинской АССР
- Заслуженный художник РСФСР (1991)
- Народный художник Южной Осетии (1997)